# Tungari aurukun
Tungari aurukun is een spinnensoort uit de familie Barychelidae. De soort komt voor in Queensland.